# Ver de la farine
Taxons concernés
Les vers de la farine, ou vers de farine, sont les larves de plusieurs espèces d'insectes coléoptères de la famille des Tenebrionidae, qui se développent dans la farine ainsi que dans diverses denrées alimentaires riches en amidon.
Les plus connues sont les larves du ténébrion meunier qui font l'objet d'élevage (entomoculture) pour les marchés des appâts de pêche et de l'alimentation animale, voire de l'alimentation humaine.
Ils sont inoffensifs pour l'être humain, facile à élever, et se nourrissent de céréales entre autres. Ce sont des insectes qui peuvent être introduits dans l'alimentation animale et humaine séché ou bien naturel pour les animaux 
Espèces
- Tenebrio molitor, ténébrion meunier ;
- Tenebrio obscurus, ténébrion obscur ;
- Gnatocerus cornutus, ténébrion olifant ;
- Tribolium castaneum, tribolion rouge de la farine, petit ver de la farine[3] ;
- Tribolium confusum, tribolion brun de la farine, petit ver de la farine ;
- Tribolium destructor, grand tribolion de la farine ;
- Palorus ratzeburgi, tribolion de la farine à petits yeux, ténébrion de Ratzeburg ;
- Latheticus oryzae, tribolion de la farine à tête ronde, ténébrion du riz.